# Kukryniksy

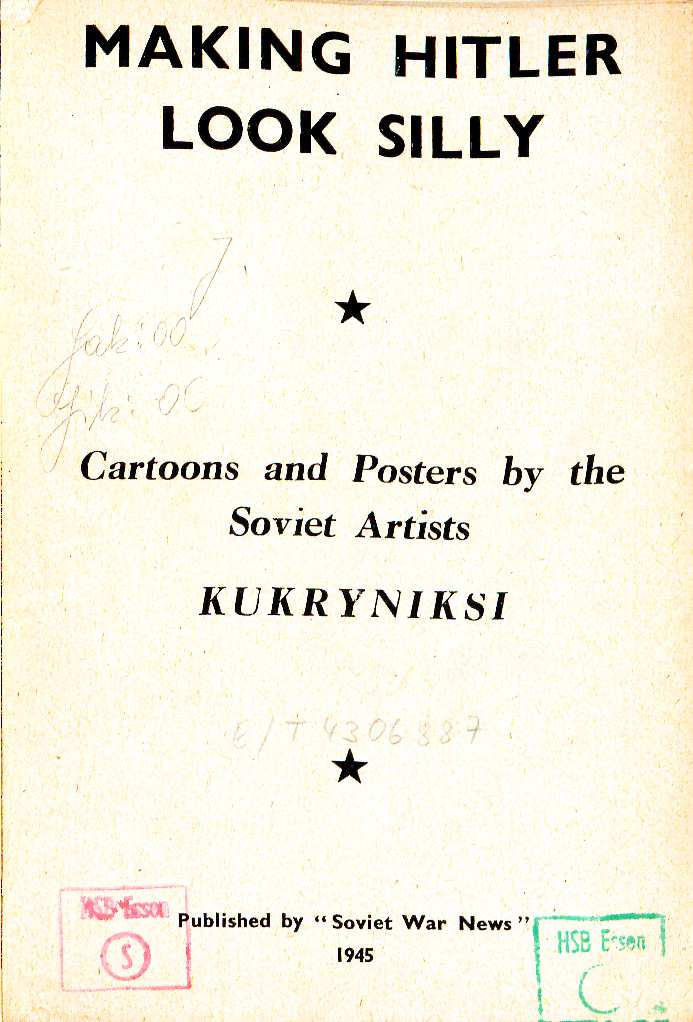
Buchausgabe in Englisch, London 1945

Kukryniksy (russisch Кукрыни́ксы) ist ein Akronym für eine Gruppe dreier sowjetischer Zeichner und Karikaturisten:
- Michail Wassiljewitsch Kuprijanow (russisch Михаил Васильевич Куприянов; 1903–1991)
- Porfiri Nikititsch Krylow (Порфирий Никитич Крылов; 1902–1990)
- Nikolai Alexandrowitsch Sokolow (Николай Александрович Соколов; 1903–2000)

Die drei Künstler hatten sich an der Moskauer Kunsthochschule WChUTEMAS kennengelernt. Sie wurden alle drei ordentliche Mitglieder der Akademie der Künste der UdSSR. Sie sind nebeneinander auf dem Moskauer Nowodewitschi-Friedhof begraben.

## Darstellung der Kukryniksy in der bildenden Kunst
- Pawel Korin: Gruppenbildnis des Künstlerkollektivs der Kukryniksy (1958, Öl, 140 × 190 cm)[1]

## Arbeit und Leben der Gruppe
Jedes Gruppenmitglied zeichnete zuerst einen Entwurf zu einem gegebenen Thema. Nachdem dann der beste Vorschlag gekürt wurde, entwickelten sie diese Zeichnung gemeinsam weiter und unterzeichneten sie mit „Kukryniksy“.
Ab 1925 arbeiteten die drei WChUTEMAS-Studenten gemeinsam als ständige Mitarbeiter der Zeitungen Komsomolskaja Prawda, Literaturnaja gaseta, später auch für die Karikaturzeitschrift Krokodil und weitere Zeitungen und Journale. Insbesondere während des Großen Vaterländischen Kriegs zeichneten sie bissige politische Karikaturen. Diese Karikaturen wurden auch als Postkarten hinter der deutschen Front abgeworfen. Deutschen Soldaten, die diese Postkarten bei sich trugen, drohte die Todesstrafe.
Neben ihren Karikaturen und Plakaten schufen die drei auch Buchillustrationen, so zu Zwölf Stühle von Ilja Ilf und Jewgeni Petrow und zu Der Linkshänder von Nikolai Leskow.
Kuprijanow wurde als Held der sozialistischen Arbeit und als Volkskünstler der UdSSR sowie mit weiteren staatlichen Auszeichnungen geehrt. Als freischaffender Künstler zeichnete er unter anderem Landschaften vorwiegend in Westeuropa, Japan und den USA.
Krylow wurde vielfach mit gesellschaftlichen und staatlichen Auszeichnungen geehrt, er zeichnete vorwiegend Porträts, Landschaften und Stillleben.
Auch Sokolow erhielt vielfache gesellschaftliche und staatliche Auszeichnungen. Sein Hauptarbeitsgebiet lag außer der politischen Karikatur bei Landschafts- und Porträtmalerei.

## Werke (Auswahl)
- Making Hitler look silly: Cartoons and posters by Kukryniksy. Einleitung Elena Kuznetsova. London: Soviet War News, 1945

## Buchillustrationen in deutschen Ausgaben
- Das Anglo-Amerikanische Panoptikum. Sachsenverlag, Dresden, 1952
- N.S. Leskow: Der Linkshänder. Buchverlag der Morgen Berlin, 1979 (Reproduktion der Illustrationen nach der Ausgabe von „Detskaja Literatura“, Moskau 1974)
- Anton Tschechow: Ausgewählte Erzählungen. Franklin-Bibliothek, Ottobrunn, 1982

## Sonstiges
Die russische Rockband Kukryniksy, die von 1997 bis 2018 existierte, wählte ihren Namen zu Ehren dieser drei Karikaturisten.